# Phaca lutosa
Phaca lutosa là một loài thực vật có hoa trong họ Đậu. Loài này được (M.E. Jones) Rydb. miêu tả khoa học đầu tiên năm 1917.